# Pustiměř
Pustiměř település Csehországban, Vyškovi járásban. Pustiměř Hoštice-Heroltice, Radslavice, Zelená Hora, Březina, Drysice, Ivanovice na Hané, Křižanovice u Vyškova és Vyškov településekkel határos. Lakosainak száma 1945 fő (2024. január 1.).

## Népesség
A település lakosságának változását az alábbi diagram mutatja:
| Lakosok száma | 817  | 1628 | 1804 | 1782 | 1448 | 1528 | 1754 | 1780 | 1820 | 1945 |
|               | 1791 | 1880 | 1910 | 1930 | 1970 | 2001 | 2016 | 2018 | 2021 | 2024 |